# Réseau Zéro
Ne doit pas être confondu avec Groupe ZERO.
Le Réseau Zéro ou Zéro France était un réseau de Résistance peu connu qui a rassemblé des résistants belges et français.

## Historique
Fondé en 1940 à Dunkerque par René Hecquet, le réseau Zéro prit naissance à Roubaix puis s'étendit à Tourcoing et à Wattrelos. Son action consistait d'abord à venir en aide aux soldats évadés, britanniques surtout, et à leur faire regagner la Grande-Bretagne par Marseille et la Méditerranée. 
Le deuxième volet de l'action de ce réseau était le renseignement au profit des Alliés avec le soutien des services secrets belges clandestins. Il était dirigé par René Hecquet, Joseph Dubar et Paul Joly. 
Le réseau se scinda en deux à partir de 1943 : Ali France se consacra aux filières d'évasion et Zéro France au renseignement. Ce fut grâce aux renseignements fournis aux Alliés que le 27 août 1943, le bombardement de la base allemande de lancement de V 2 d'Éperlecques put avoir lieu.

## Sources
- Françoise Leclère-Rosenzweig, « Aspects de la Résistance française » in Revue d'histoire de la Deuxième Guerre mondiale no 61, janvier 1966, pages 75-89  (ISSN 0984-2292).